# Kopftörl
Il Kopftörl è un passo montano alto 2 058 m sul livello del mare nei monti del Kaiser nelle Alpi calcaree settentrionali.

## Geografia
Il Kopftörl si trova tra l'Ellmauer Halt (ovest) e la Vordere Karlspitzen (est). A nord si trova l' Hohe Winkel (un ripido circo glaciale dell'Hochkar ricoperto di ghiaioni). A sud, il terreno scende ripidamente con ghiaioni erbosi e terreno roccioso verso il circo glaciale dell'Hochgrubachkar, e da lì, il terreno erboso, in parte ricoperto di pini mughi, prosegue fino al rifugio Gruttenhütte.

## Alpinismo
Un sentiero segnalato e frequentato conduce dalla Wochenbrunneralm verso sud, passando per la Gruttenhütte, fino alla cresta rocciosa di collegamento tra Ellmauer Halt e la Vordere Karlspitzen, fino alla piccola sella a sud, il Kopftörl (dove il percorso è parzialmente assicurato). Dal Kopftörl, il percorso segnalato conduce direttamente attraverso una stretta fessura oltre la torre Kaindl-Stewart alta 20 metri (nota anche come ago Kaindl-Stewart), poi scende ripidamente, inizialmente su terreno duro (spesso coperto di neve vecchia fino all'autunno), e in seguito su molti ghiaioni attraverso l'Hochkar Hoher Winkel, finché più in basso il sentiero attraversa il bosco e attraversa il prato Neustadler fino alla Hans-Berger-Haus. In alternativa, dal prato Neustadler è possibile svoltare a destra fino allo Stripsenjochhaus, raggiungibile anche tramite una scorciatoia direttamente dall'Hohen Winkel (questa è però molto più difficile, perché in parte è esposta e rocciosa, in parte invece è assicurata).
Dal circo glaciale dell'Hochgrubach, il percorso è parzialmente esposto e richiede quindi passo sicuro, assenza di vertigini ed esperienza alpinistica. Sul versante sud, una lunga cengia rocciosa conduce direttamente al Kopftörl. È assicurata con funi metalliche e rinforzata con chiodi di ferro. Attenzione al rischio di caduta massi.